# Млинок (Олександрійський район)
Млино́к — село в Україні, в Онуфріївській селищній громаді Олександрійського району Кіровоградської області. Населення становить 779 осіб. Колишній центр Млинківської сільської ради.

## Історія
За даними на 1859 рік у власницькому сільці Млини Верхньодніпровського повіту Катеринославської губернії мешкало 375 осіб (197 чоловіків та 178 — жінок), налічувалось 56 дворів. У власницькому селі Новопаніківці — 61 особа (32 чоловіки та 29 — жінок), у власницькому селі Високі Кургани — 50 осіб (20 чоловіків та 30 — жінок).
Станом на 1886 рік в селах Млинок, Високі Кургани та Новопаніківці Успінської волості разом мешкало 638 осіб, налічувалось 100 дворів, існувала лавка.
За переписом 1897 року кількість мешканців зросла до 737 осіб (376 чоловічої статі та 361 — жіночої), з яких 729 — православної віри.
1908 року населення трьох сіл зросло до 973 осіб (501 чоловік та 472 — жінки), налічувалось 201 дворове господарство.

## Населення
Згідно з переписом УРСР 1989 року чисельність наявного населення села становила 1038 осіб, з яких 440 чоловіків та 598 жінок.
За переписом населення України 2001 року в селі мешкало 947 осіб.

### Мова
Розподіл населення за рідною мовою за даними перепису 2001 року:
| Мова       | Чисельність | Відсоток |
| ---------- | ----------- | -------- |
| українська | 919         | 97,25%   |
| російська  | 23          | 2,43%    |
| румунська  | 2           | 0,21%    |
| білоруська | 1           | 0,11%    |
| Усього     | 945         | 100%     |